# Parti nigérien pour l'autogestion

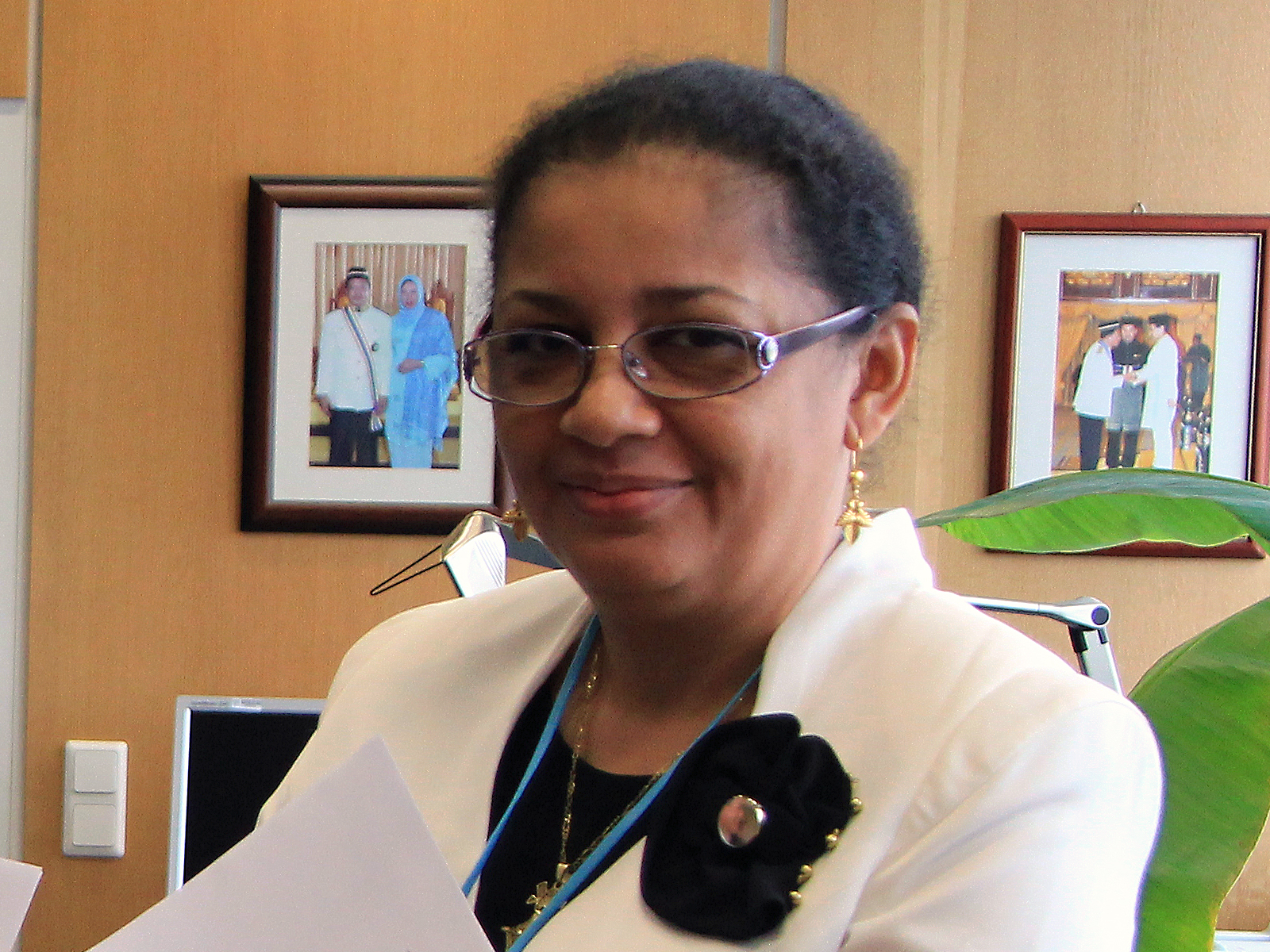
Rakiatou Kaffa-Jackou

Le Parti nigérien pour l'autogestion (PNA) est un petit parti politique fondé en 1997 par l'ancien ministre Sanoussi Jackou (en) à la suite de son exclusion, fin 1996, de la Convention démocratique et sociale, dont il était cofondateur.
Lors des élections législatives de 2004, le PNA est allié au Parti nigérien pour la démocratie et le socialisme au sein de la Coordination des forces démocratiques. Il obtient un siège, gagné par son président Sanoussi Jackou.
Le 18 juillet 2022, le président du parti, Sanoussi Jackou, décède. Le Bureau exécutif national du pays décide le 11 septembre 2022 de tenir à son domicile une cérémonie d'hommage. Rakiatou Kaffa-Jackou, la fille de Sanoussi Jackou, est alors nommée présidente intérimaire du parti.